# Alimente (1929)
Alimente ist ein deutsches Stummfilmlustspiel aus dem Jahre 1929 von Carl Boese. Der Kinoveteran und ewige Kleindarsteller Gerhard Dammann spielte hier eine seiner sehr seltenen Hauptrollen. Die Geschichte basiert auf einer Novelle von Walter Gottfried Lohmeyer.

## Handlung
Deutschland zur Zeit der ausgehenden Weimarer Republik. Die Verkäuferin Anna Gerlach sieht Mutterfreuden entgegen. Bei den Portiersleuten Breuer hat sie bereits eine Unterkunft gefunden. Die Tochter des Hauses, Lissy Breuer, ist ebenfalls guter Hoffnung. Der größte Unterschied zwischen den beiden werdenden Müttern liegt in den zu erwartenden Alimenten. Während Anna voraussichtlich mit 40 Reichsmark im Monat klarkommen muss, hat Lissy einen Mann gefunden, der bei ihr bleibt und zahlt. 
Doch die Sache hat einen Haken: Lissys Herzbube Hans Petersen, von Berufs Bankierssohn, ist überhaupt nicht der Vater des noch ungeborenen Kindes, wovon dieser aber nichts weiß. Und er soll davon auch nichts erfahren, denn mit seinem Geld unterstützt Lissy ihre Eltern nach Leibeskräften, wogegen die auch nichts einzuwenden haben. Als der Schwindel auffliegt, versiegt auch Petersens Geldfluss. Nun endlich ist der Weg frei für den Kindsvater Anton Kulicke, der jetzt Lissy endlich heiraten möchte. Auch Anna bleibt nicht weiter unbemannt: Sie wird die Frau des deutlich älteren Zuckerbäckers Willi Alt, der zwar nicht sonderlich aufregend, dafür aber grundsolide ist und ihrem Kind ein guter Vater werden wird.

## Produktionsnotizen
Alimente entstand im November/Dezember 1929 im Filmatelier von Berlin-Grunewald. Der Film passierte am 20. Dezember 1929 die Zensur und wurde zunächst verboten. Nach kleineren Schritten wurde Alimente am 30. Dezember desselben Jahres neu vorgelegt, ein Jugendverbot wurde ausgesprochen. Die Uraufführung erfolgte am 7. Januar 1930 in Berlins Primus-Palast. Der Streifen besaß sechs Akte, verteilt auf 2064 Metern Länge.
Paul Drewniak übernahm die Produktionsleitung, Leopold Blonder gestaltete die Filmbauten. 

## Kritiken
Leo Hirsch befand im Berliner Tageblatt: „Alimente: ein Lustspielmotiv? (…) Ist das ein Spaß? Allerdings kann man solche Tendenzspielerei nicht ernst nehmen. Carl Boese, der Regisseur, versucht einen Ausweg, indem er den mickrigen Schwankstoff ältester Garnitur ins Satirische wendet. Aber es kommt keine Satire zustande, wenn auch ein leidliches, geschicktes Filmstückchen.“
Hans Otto Henel schrieb in der Leipziger Volkszeitung: „Alimente, ein sozial ernstes Motiv, ist zu Unrecht schwankmäßig verarbeitet worden. Das Muttertum darf nicht entwertet werden, indem man es in der Geschäftswelt der Kleinbürger zum Mittel werden läßt, den Großbürger zu neppen. Das Unrecht der Klassenunterschiede wird so in ein falsches Licht gerückt. Ein Spaß darf nicht am untauglichen Objekt verübt werden.“
Im Berlin am Morgen stand geschrieben: „Humor ist gut, aber wo er sich dazu hergibt, die Wirklichkeit zu verniedlichen und unbemerkt ein falsches Weltbild zu geben, da ist er unmoralisch. (…) Was die Regie angeht (Carl Boese), so wirkt sie ebenso uneinheitlich wie die schauspielerischen Kräfte.“